# Friedrich Halm
Pour les articles homonymes, voir Halm.
Friedrich Halm (né Eligius Franz Joseph Freiherr von Münch-Bellinghausen le 2 avril 1806 à Cracovie et mort le 22 mai 1871 à Vienne) est un poète, romancier, nouvelliste et dramaturge  autrichien.

## Biographie
Il est le fils d'un haut fonctionnaire et fait ses études secondaires à l'école de l'abbaye de Melk puis à Vienne. Il étudie ensuite la philosophie et le droit à l'université de Vienne. À 20 ans, il devient fonctionnaire impérial à Linz. Il consacre ses loisirs à écrire, notamment de la poésie, sous l'influence de son ancien professeur Michael Leopold Enk von der Burg (de). En 1835, il publie Griseldis sous son vrai nom, se réservant son pseudonyme pour de plus grands succès.
En 1845, il intègre la Bibliothèque nationale autrichienne et apporte d'importantes réformes. De 1865 à 1869, il préside la Deutsche Schillerstiftung (de). De 1869 à 1871, il est l'intendant général du Wiener Hoftheater et devient l'ami de l'actrice Julie Rettich.

## Influences
En tant que dramaturge, Friedrich Halm suit Franz Grillparzer et s'inspire du drame espagnol. Ce côté sensationnel de ses romans et nouvelles, aujourd'hui oublié, vient de Heinrich von Kleist et des nouvelles d'Italie en privilégiant la monomanie comme sujet récurrent.

## Œuvre

### Drames
- Griseldis, 1835
- Der Adept, 1836
- Camoens, 1837
- Imelda Lambertazzi, 1838
- Ein mildes Urteil, 1840
- König und Bauer, 1841
- Der Sohn der Wildnis, 1842
- Sampiero, 1844
- Maria da Molina, 1847
- Verbot und Befehl, 1848
- Der Fechter von Ravenna, 1854
- Eine Königin, 1857
- Iphigenie in Delphi, 1857
- Begum Somru, 1860
- Wildfeuer, 1864

### Romans et nouvelles
- Das Auge Gottes, 1826
- Ein Abend zu L., 1828
- Die Marzipanliese, 1856
- Die Freundinnen, 1860
- Das Haus an der Veronabrücke, 1864

### Édition française
- Griseldis, 1840 Numérisation de Gallica
- Der Sohn der Wildnis : L'enfant des forêts, 1877 ; Le fils de la nature, 1903
- Le Gladiateur de Ravenne, 1890

## Crédit d'auteurs
- (de) Cet article est partiellement ou en totalité issu de l’article de Wikipédia en allemand intitulé « Friedrich Halm » (voir la liste des auteurs).